# Церковь Успения Пресвятой Богородицы (Каракас)
Церковь Успения Пресвятой Богородицы — храм Южно-Американской епархии Русской православной церкви заграницей, расположенный в Каракасе.

## История
Приход был основан после того, как настоятель основанного в 1948 году Покровского храма иеромонах Владимир (Гран) перешёл с частью прихожан в юрисдикцию Северо-Американской митрополии, другая часть прихожан, оставшихся верными Русской зарубежной церкви, основали Успенский приход. Протоиерей Флор Жолткевич, ставший настоятелем нового прихода, смог по дешёвке получить участок земли в районе Альтависта, поскольку работал в строительной компании.
В 1953 году было начато строительство Успенского храма, ставшего первым каменным православным храмом в Каракасе. При нём появились воскресная школа для детей, драматический кружок.
Протопресвитер Кирилл Жолткевич служил в храме до своей кончины в декабре 1975 года.
В 1978—1983 годы в храме служил священник Константин Жолткевич
С начала 1980-х настоятелем храма является Протоиерей Павел Волков